# تیم فورترس ۲
تیم فورترس ۲ یا قلعه تیمی ۲ (به انگلیسی: Team Fortress 2) یک بازی تیراندازی اول شخص برخط است که توسط ولو ساخته و منتشر شده‌است. بازی دنبالهٔ یک ماد با اسم Team Fortress 1996 از عنوان Quake و نسخه بازسازی شده آن در سال ۱۹۹۹، تیم فورترس کلاسیک است. بازی در اکتبر ۲۰۰۷ به عنوان بخشی از بسته جعبه نارنجی برای مایکروسافت ویندوز و ایکس‌باکس ۳۶۰ منتشر شد. نسخه پلی‌استیشن ۳ در دسامبر ۲۰۰۷ انتشار یافت. در مراحل بعدی توسعه، بازی به عنوان یک عنوان مستقل برای ویندوز در آوریل ۲۰۰۸ منتشر شد و برای پشتیبانی از مک‌اواس در ژوئن ۲۰۱۰ و لینوکس در فوریه ۲۰۱۳ به روز شد. این توزیع بصورت آنلاین از طریق خرده فروش دیجیتال استیم انجام می‌شود و الکترونیک آرتس کلیه درگاه‌های فیزیکی و کنسولی بازی را کنترل می‌کند.
بازیکن می‌تواند به یکی از دو تیم RED یا BLU بپیوندد و یکی از ۹ کلاس شخصیت را برای جنگ در حالت‌های بازی مثل تسخیر پرچم و پادشاه تپه را انتخاب کند. توسعه بازی توسط جان کوک و رابین واکر، از توسعه دهندگان اصلی ماد Team Fortress انجام شد. تیم فورترس ۲ اولین بار در سال ۱۹۹۸ با عنوان Team Fortress 2: Brotherhood of Arms معرفی شد که در ابتدا از تصاویر و گیم پلی واقع گرایانه تر و نظامی گرایانه بیشتری برخوردار بود، اما در طول توسعه ۹ ساله خود این موارد تغییر یافت. پس از اینکه ولو به مدت شش سال هیچ اطلاعاتی منتشر نکرد، تیم فورترس ۲ به‌طور مرتب در لیست پوچ‌افزارهای سالیانه وایرد ظاهر می‌شد. نسخه نهایی تیم فورترس ۲ دارای تصاویری کارتونی مانند بود که تحت تأثیر هنر J. C. Leyendecker , Dean Cornwell و نورمن راکول، و موتور بازی سورس قرار گرفت.
تیم فورترس ۲ به دلیل کارگردانی هنری، گیم پلی، شوخ‌طبعی و استفاده از شخصیت در یک بازی فقط چند نفره مورد تحسین منتقدان قرار گرفت. ولو همچنان به انتشار محتوا جدید در قالب موارد ارسالی از طریق Steam Workshop ادامه می‌دهد. در ژوئن ۲۰۱۱، بازی با پشتیبانی از تراکنش‌های خرد برای محصولات تزئینی درون بازی، تبدیل به بازی رایگان شد. همچنین به بازی «دراپ سیستم» اضافه و اصلاح شد که به کاربران اجازه می‌دهد به‌طور دوره ای تجهیزات و موارد درون بازی را دریافت کنند. اگرچه بازی سال‌ها حالت غیررسمی رقابتی داشت، اما در ژوئیه ۲۰۱۶، پشتیبانی از حالت رسمی رقابتی (به انگلیسی: competitive play) و یک وصله تعمیرات اساسی به بازی اضافه شد.

گروهی از بازیکنان RED به یک پایگاه BLU بر روی نقشه «خوب» حمله می‌کنند

## بازتاب‌ها
تیم فورترس ۲ تحسین گسترده منتقدان را کسب کرد و با نمره کلی ۹۲/۱۰۰ «تحسین جهانی» در متاکریتیک مواجه شد. بسیاری از منتقدان از گرافیک به سبک کارتون و گیم پلی سبک دل و استفاده از شخصیت‌ها و چهره‌های متمایز برای کلاس‌ها، تعدادی از منتقدان را تحت تأثیر قرار داد. تیم فورترس ۲ بخاطر گیم پلی چند نفره و و سبک گرافیکی، جوایز مختلفی را به صورت جداگانه دریافت کرد
| گردآورنده | امتیاز |
| --------- | ------ |
| متاکریتیک | 92/100 |

| ناشر                     | امتیاز |
| ------------------------ | ------ |
| وان‌آپ.کام                | A      |
| یوروگیمر                 | 9/10   |
| گیم‌اسپات                 | 8.5/10 |
| گیم‌اسپای                 | [ ۲۲ ] |
| گیمز ریدار+              | [ ۲۳ ] |
| آی‌جی‌ان                   | 8.9/10 |
| پی‌سی گیمر (ایالات متحده) | 94%    |
| GameDaily                | 9/10   |

| ناشر    | جایزه                                                                     |
| ------- | ------------------------------------------------------------------------- |
| IGN     | Best Artistic Design (2007)                                               |
| 1UP.com | - Best Multiplayer Experience (2007) - Best Artistic Direction (2007)     |
| GameSpy | - Best Multiplayer Game of the Year (2007) - Most Unique Art Style (2007) |